# Protomacratria
Protomacratria is een geslacht van kevers van de familie snoerhalskevers (Anthicidae).

## Soorten
- P. appendiculata Abdullah, 1964
- P. tripunctata Abdullah, 1964